# Sodrómolyformák
A Cnephasiini a sodrómolyformák (Tortricinae) alcsaládjának egyik, meglehetősen fajgazdag nemzetsége. A Magyarországon is előforduló fajok nagy többségét valamilyen fúrómolynak vagy sárgamolynak hívják.

## Származásuk, elterjedésük
A viszonylag fajszegény nemzetség 62 nemébe 2013-ban mintegy 250 fajt soroltak, ez sodrómolyfélék (Tortricidae) fajainak mintegy 2%-a. 13 nem fajai Európában (is) élnek. A fajok többségét a nearktikus Decodes, illetve a palaearktikus elterjedésű Cnephasia és Eana nemekbe sorolják.

## Rendszertani felosztásuk
Ismertebb nemek (hiányos):
- Amphicoecia
- Archicnephasia
- Arotrophora
- Cnephasia
- Decodes
- Doloploca
- Eana
- Exapate
- Neosphaleroptera
- Oporopsamma
- Oxypteron
- Paranepsia
- Propiromorpha
- Protopterna
- Sphaleroptera
- Synochoneura
- Tortricodes
- Xerocnephasia

## Magyarországi fajok
- Cnephasia nem (Curtis, 1826) tizenegy nemmel:
  - erdőszéli sodrómoly (Cnephasia abrasana Duponchel, 1843) — Magyarországon sokfelé előfordul (Fazekas, 2001; Pastorális, 2011; Pastorális & Szeőke, 2011);
  - havaslakó sodrómoly (Cnephasia alticolana Herrich-Schäffer, 1851) — Magyarországon sokfelé előfordul (Horváth, 1997; Buschmann, 2004; Pastorális, 2011);
  - aranyvessző-sodrómoly (Cnephasia asseclana (C. interjectana, C. virgaureana) Denis & Schiffermüller, 1775; Pastorális & Szeőke, 2011) — Magyarországon sokfelé előfordul (Buschmann, 2004; Pastorális, 2011);
  - margaréta-sodrómoly (Cnephasia chrysantheana Duponchel, 1843) — Magyarországon közönséges (Buschmann, 2004; Pastorális, 2011; Pastorális & Szeőke, 2011);
  - közönséges sodrómoly (Cnephasia communana Herrich-Schäffer, 1851) — Magyarországon közönséges (Fazekas, 2001; Buschmann, 2004; Pastorális, 2011; Pastorális & Szeőke, 2011);
  - déli sodrómoly (Cnephasia ecullyana Réal, 1951) — Magyarországon szórványos (Pastorális, 2011);
  - homályos sodrómoly (Cnephasia genitalana Pierce & Metcalfe, 1922) — Magyarországon többfelé előfordul (Pastorális, 2011; Pastorális & Szeőke, 2011);
  - márványos sodrómoly (Cnephasia incertana Treitschke, 1835) — Magyarországon közönséges (Fazekas, 2001; Buschmann, 2004; Pastorális, 2011; Pastorális & Szeőke, 2011);
  - galagonya-sodrómoly (Cnephasia oxyacanthana Herrich-Schäffer, 1851) — Magyarországon többfelé előfordul (Pastorális, 2011; Pastorális & Szeőke, 2011);
  - réti sodrómoly (Cnephasia pasiuana (C. pascuana, C. pumicana) Hb., 1799) — Magyarországon közönséges (Pastorális, 2011; Pastorális & Szeőke, 2011);
  - hegyaljai sodrómoly (Cnephasia stephensiana Doubleday, 1849) — Magyarországon sokfelé előfordul (Horváth, 1997; Buschmann, 2004; Pastorális, 2011; Pastorális & Szeőke, 2011);
- Doloploca nem (Hb., 1825) egyetlen nemmel:
  - lonclakó sodrómoly (Doloploca punctulana Denis & Schiffermüller, 1775) — Magyarországon közönséges (Fazekas, 2001; Buschmann, 2004; Pastorális, 2011; Pastorális & Szeőke, 2011);
- Eana nem (Billberg, 1820) öt nemmel:
  - csontszínű sodrómoly (Eana osseana Scopoli, 1763) — Magyarországon többfelé előfordul (Pastorális, 2011);
  - ezüstszárnyú sodrómoly (Eana argentana Clerck, 1759) — Magyarországon sokfelé előfordul (Buschmann, 2004; Pastorális, 2011);
  - fenyves-sodrómoly (Eana canescana (E. hungariae) Guenée, 1845) — Magyarországon többfelé előfordul (Pastorális, 2011);
  - barackos-sodrómoly (Eana derivana de La Harpe, 1858) — Magyarországon sokfelé előfordul (Pastorális, 2011; Pastorális & Szeőke, 2011);
  - hullámos sodrómoly (Eana incanana Stephens, 1852) — Magyarországon sokfelé előfordul (Buschmann, 2004; Pastorális, 2011; Pastorális & Szeőke, 2011);
- Neosphaleroptera nem (Réal, 1953) egyetlen nemmel:
  - felhős sodrómoly (Neosphaleroptera nubilana Hb., 1799) — Magyarországon közönséges (Fazekas, 2001; Buschmann, 2004; Mészáros, 2005; Pastorális, 2011; Pastorális & Szeőke, 2011);
- Oporopsamma nem (Gozmány, 1954) egyetlen nemmel:
  - nyúlparéj-sodrómoly (Oporopsamma wertheimsteini Rebel, 1913) — Magyarországon többfelé előfordul (Buschmann, 2004; Pastorális, 2011);
- Tortricodes nem (Guenée, 1845) egyetlen nemmel:
  - tavaszi sodrómoly (Tortricodes alternella (T. tortricella) Denis & Schiffermüller, 1775) — Magyarországon közönséges (Horváth, 1997; Fazekas, 2001; Buschmann, 2004; Pastorális, 2011; Pastorális & Szeőke, 2011);
- Xerocnephasia nem (Leraut, 1979) egyetlen nemmel:
  - kökörcsinmoly (Xerocnephasia rigana Sodoffsky, 1829) — Magyarországon közönséges (Pastorális, 2011; Pastorális & Szeőke, 2011);